# Стрельники (Бахмачский район)
Стре́льники (укр. Стрільники) — село, расположенное на территории Бахмачского района Черниговской области (Украина).
Население составляет 1161 житель (2006 год). Плотность населения — 360 чел/кв.км.
Впервые упоминается в 1800 году.
Расположено на р. Борзенка (приток р.Борзна) в 20 км от районного центра Бахмач. Средняя высота населённого пункта — 135 м над уровнем моря. Село находится в зоне умеренно континентального климата.
Национальный состав представлен преимущественно украинцами, конфессиональный состав — христианами.